# Montner
Montner (en catalan et en français; prononcé en français : [mɔ̃ne]) est une commune française, située dans le nord-est du département des Pyrénées-Orientales en région Occitanie. Ses habitants sont appelés les Montnerois. Sur le plan historique et culturel, la commune est dans le Fenouillèdes, une dépression allongée entre les Corbières et les massifs pyrénéens recouvrant la presque totalité du bassin de l'Agly.
Exposée à un climat méditerranéen, elle est drainée par le ruisseau de la Pesquitte et par un autre cours d'eau. La commune possède un patrimoine naturel remarquable composé de deux zones naturelles d'intérêt écologique, faunistique et floristique.
Montner est une commune rurale qui compte 328 habitants en 2022. Elle fait partie de l'aire d'attraction de Perpignan. Ses habitants sont appelés les Montnerois ou  Montneroises.
Montner est une commune de 1098 hectares située sur la route d'Estagel à Millas, au pied du col de la Bataille. Elle appartient au canton de Latour-de-France. Elle est limitée au sud par le massif de Força Réal, qui culmine à 507 mètres et sépare la plaine de la Têt de celle de l'Agly. Si on excepte ce vaste secteur et la zone boisée séparant à l'est Estagel de Montner, presque tout le territoire est planté en vignes, soit sur les contreforts de Força Real, soit en plaine. Plusieurs petits ravins sillonnent le territoire, le plus important étant, à l'ouest, le ravin de Caladroi, limite avec Bélesta.

## Géographie

### Localisation
La commune de Montner se trouve dans le département des Pyrénées-Orientales, en région Occitanie.
Elle se situe à 19 km à vol d'oiseau de Perpignan, préfecture du département, et à 16 km de Rivesaltes, bureau centralisateur du canton de la Vallée de l'Agly dont dépend la commune depuis 2015 pour les élections départementales.
La commune fait en outre partie du bassin de vie de Perpignan.
Les communes les plus proches sont : 
Latour-de-France (3,0 km), Estagel (3,1 km), Planèzes (5,2 km), Cassagnes (5,5 km), Rasiguères (5,9 km), Néfiach (6,2 km), Calce (6,3 km), Millas (6,5 km).
Sur le plan historique et culturel, Montner fait partie du Roussillon, de langue catalane, et est voisine du Fenouillèdes, région de langue occitane au nord-ouest des Pyrénées-Orientales. Monter a longtemps fait partie du canton de Latour-de-France constitué de dix communes à la limite de ces deux zones.

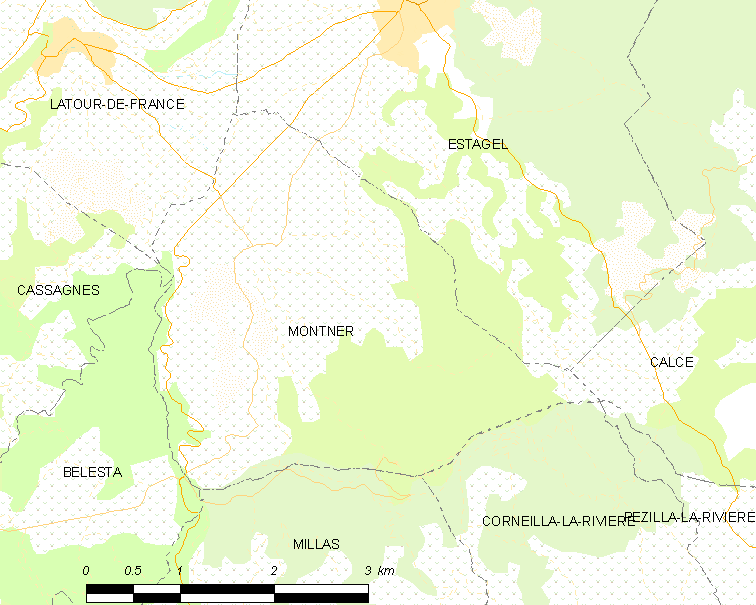
Situation de la commune.

| Latour-de-France     | Estagel |                                                        |
| Cassagnes (sur 50 m) | Montner | Calce                                                  |
| Bélesta              | Millas  | Pézilla-la-Rivière (quadripoint), Corneilla-la-Rivière |

### Géologie et relief
L'altitude est de 125 mètres.
La commune est classée en zone de sismicité 3, correspondant à une sismicité modérée.

### Climat
Pour des articles plus généraux, voir Climat de l'Occitanie et Climat des Pyrénées-Orientales.
En 2010, le climat de la commune est de type climat méditerranéen franc, selon une étude du CNRS s'appuyant sur une série de données couvrant la période 1971-2000. En 2020, Météo-France publie une typologie des climats de la France métropolitaine dans laquelle la commune est exposée à un climat méditerranéen et est dans une zone de transition entre les régions climatiques « Pyrénées orientales » et « Provence, Languedoc-Roussillon ».
Pour la période 1971-2000, la température annuelle moyenne est de 14,6 °C, avec une amplitude thermique annuelle de 15,4 °C. Le cumul annuel moyen de précipitations est de 652 mm, avec 6,6 jours de précipitations en janvier et 3,3 jours en juillet. Pour la période 1991-2020, la température moyenne annuelle observée sur la station météorologique la plus proche, située sur la commune de Saint-Paul-de-Fenouillet à 16 km à vol d'oiseau, est de 14,7 °C et le cumul annuel moyen de précipitations est de 765,9 mm,. Pour l'avenir, les paramètres climatiques de la commune estimés pour 2050 selon différents scénarios d’émission de gaz à effet de serre sont consultables sur un site dédié publié par Météo-France en novembre 2022.

### Milieux naturels et biodiversité
L’inventaire des zones naturelles d'intérêt écologique, faunistique et floristique (ZNIEFF) a pour objectif de réaliser une couverture des zones les plus intéressantes sur le plan écologique, essentiellement dans la perspective d’améliorer la connaissance du patrimoine naturel national et de fournir aux différents décideurs un outil d’aide à la prise en compte de l’environnement dans l’aménagement du territoire.
Une ZNIEFF de type 1 est recensée sur la commune :
le « massif de Força-Réal » (633 ha), couvrant 3 communes du département et une ZNIEFF de type 2, : 
le « massif du Fenouillèdes » (34 157 ha), couvrant 40 communes dont une dans l'Aude et 39 dans les Pyrénées-Orientales.

Carte des ZNIEFF de type 1 et 2 à Montner.
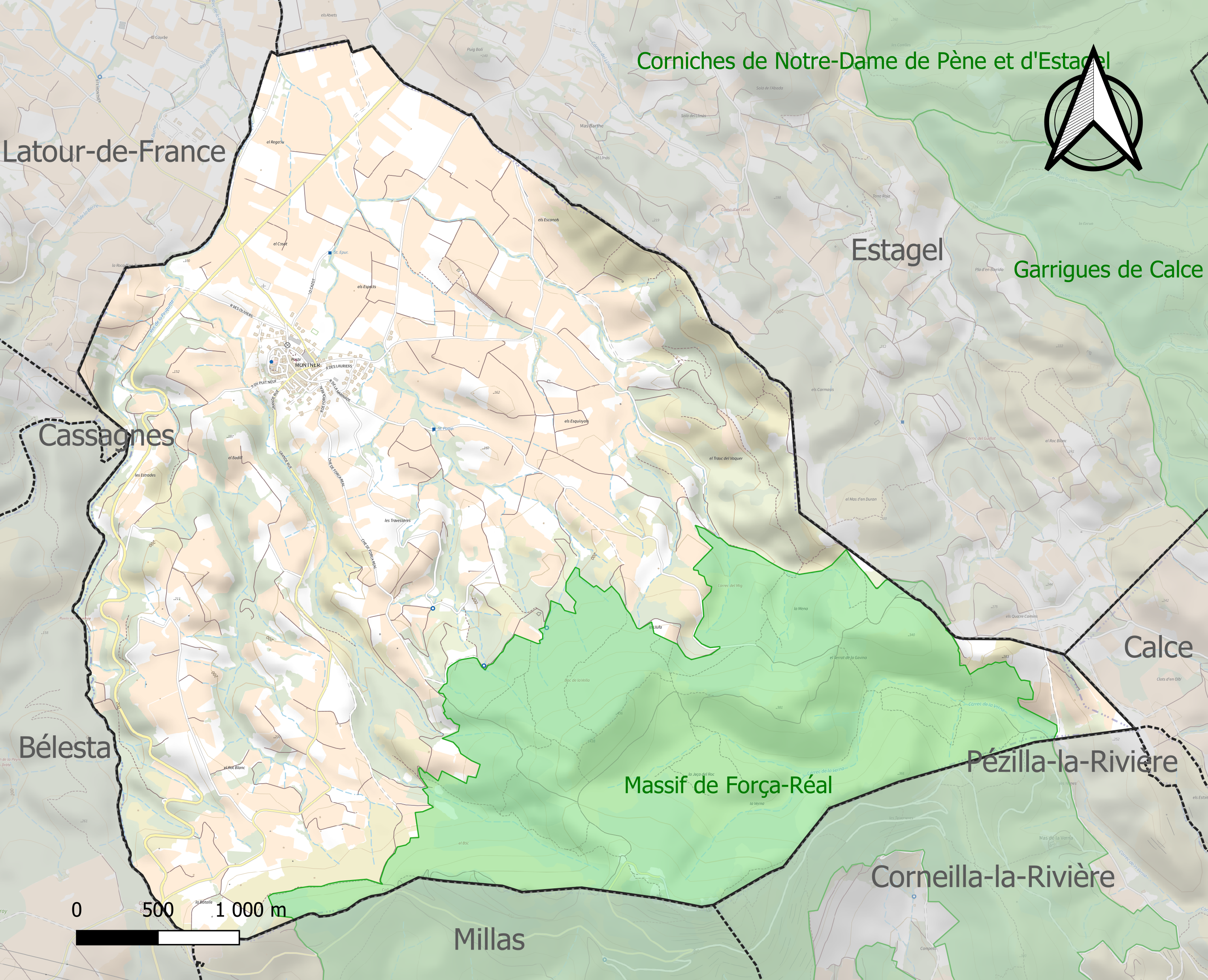
Carte de la ZNIEFF de type 1 sur la commune.
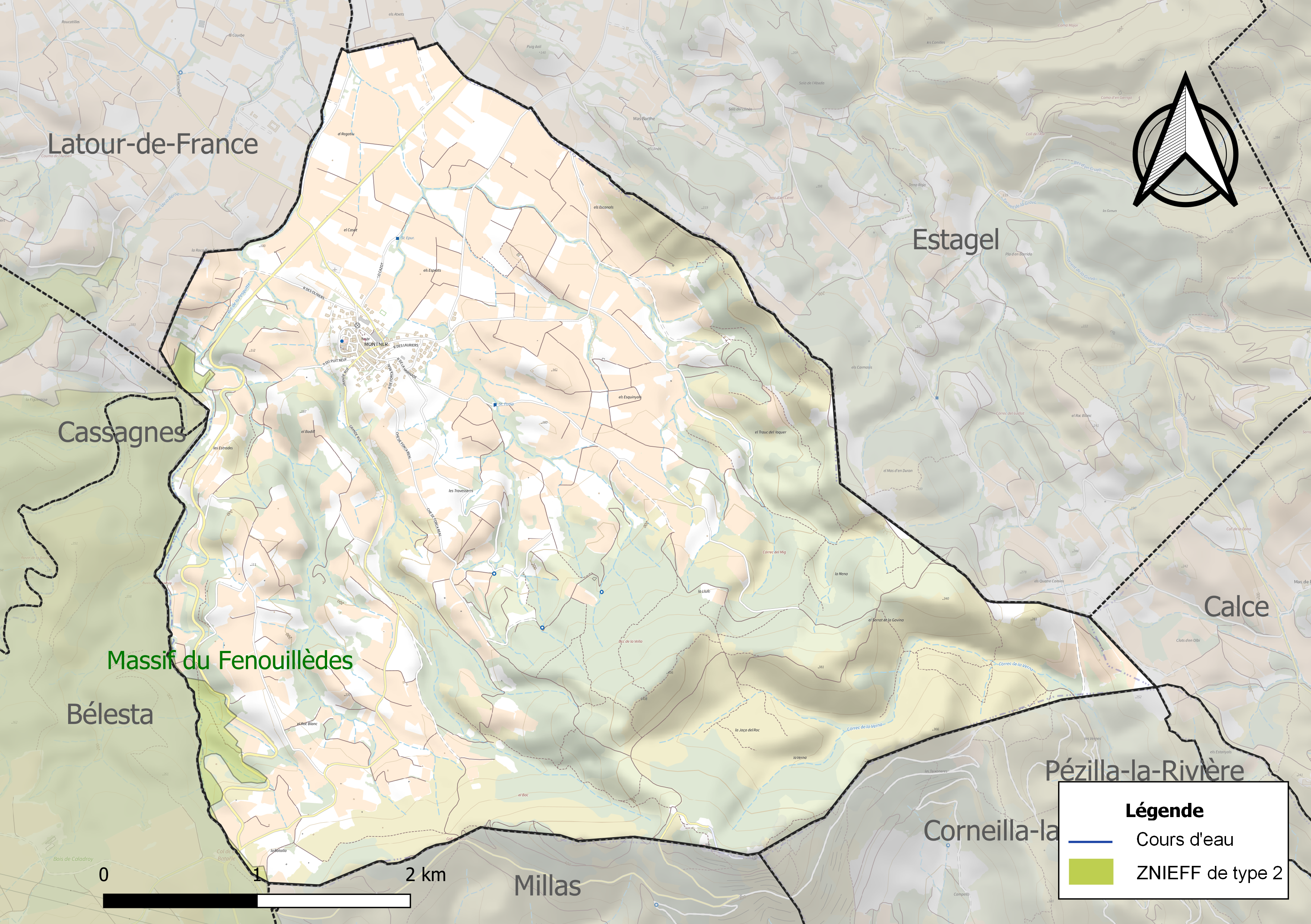
Carte de la ZNIEFF de type 2 sur la commune.

## Urbanisme

### Typologie
Au 1er janvier 2024, Montner est catégorisée commune rurale à habitat dispersé, selon la nouvelle grille communale de densité à sept niveaux définie par l'Insee en 2022.
Elle est située hors unité urbaine. Par ailleurs la commune fait partie de l'aire d'attraction de Perpignan, dont elle est une commune de la couronne,. Cette aire, qui regroupe 118 communes, est catégorisée dans les aires de 200 000 à moins de 700 000 habitants,.

### Occupation des sols
L'occupation des sols de la commune, telle qu'elle ressort de la base de données européenne d’occupation biophysique des sols Corine Land Cover (CLC), est marquée par l'importance des territoires agricoles (62,3 % en 2018), une proportion identique à celle de 1990 (62,3 %). La répartition détaillée en 2018 est la suivante : 
cultures permanentes (57,2 %), milieux à végétation arbustive et/ou herbacée (35,9 %), zones agricoles hétérogènes (5,1 %), forêts (1,8 %). L'évolution de l’occupation des sols de la commune et de ses infrastructures peut être observée sur les différentes représentations cartographiques du territoire : la carte de Cassini (XVIIIe siècle), la carte d'état-major (1820-1866) et les cartes ou photos aériennes de l'IGN pour la période actuelle (1950 à aujourd'hui).

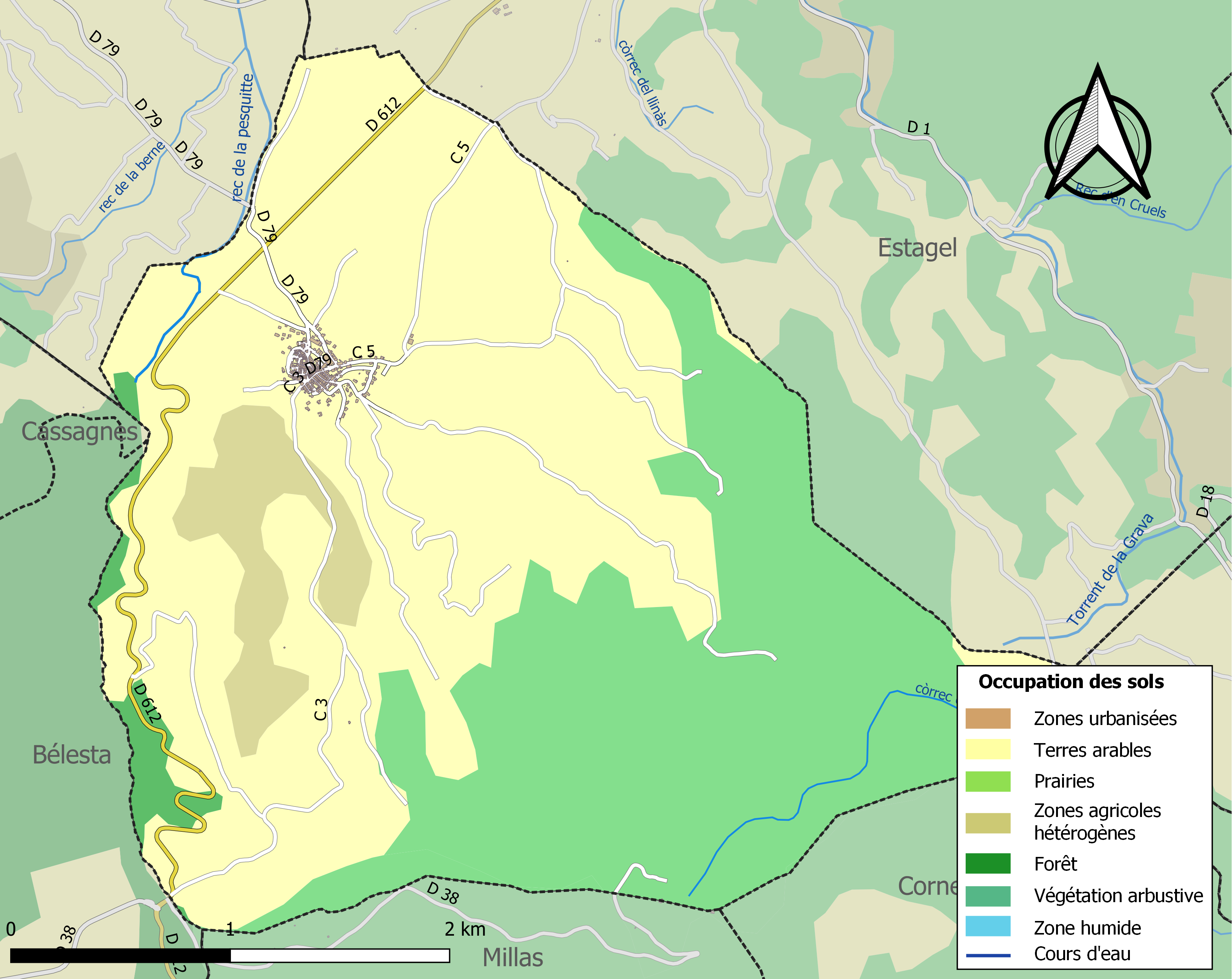
Carte des infrastructures et de l'occupation des sols de la commune en 2018 (CLC).

### Risques majeurs
Le territoire de la commune de Montner est vulnérable à différents aléas naturels : inondations, climatiques (grand froid ou canicule), feux de forêts, mouvements de terrains et séisme (sismicité modérée). Il est également exposé à un risque particulier, le risque radon,.

#### Risques naturels
Certaines parties du territoire communal sont susceptibles d’être affectées par le risque d’inondation par crue torrentielle de cours d'eau du bassin de l'Agly.
Les mouvements de terrains susceptibles de se produire sur la commune sont soit des mouvements liés au retrait-gonflement des argiles, soit des glissements de terrains, soit des chutes de blocs. Une cartographie nationale de l'aléa retrait-gonflement des argiles permet de connaître les sols argileux ou marneux susceptibles vis-à-vis de ce phénomène.

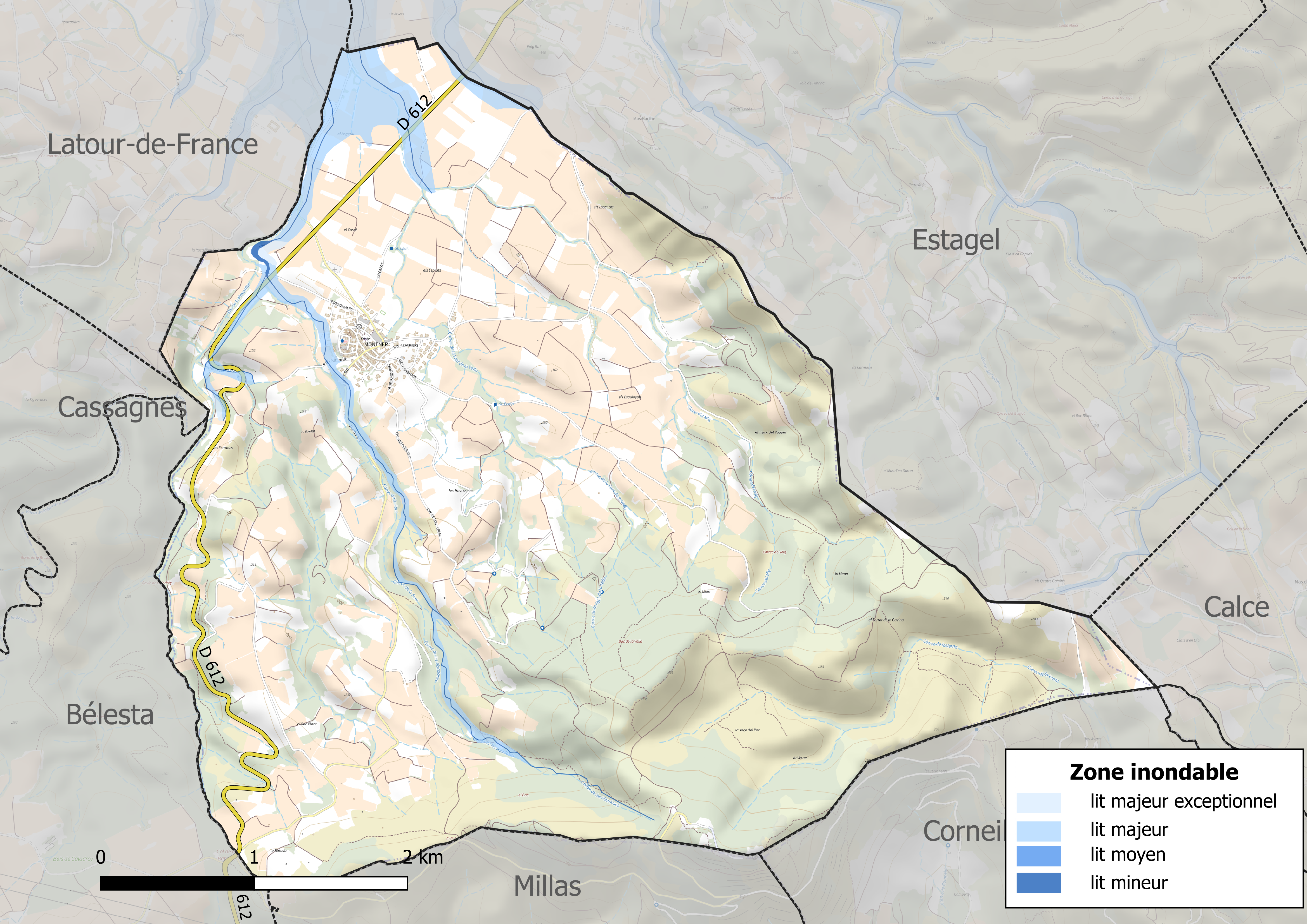
Carte des zones inondables.
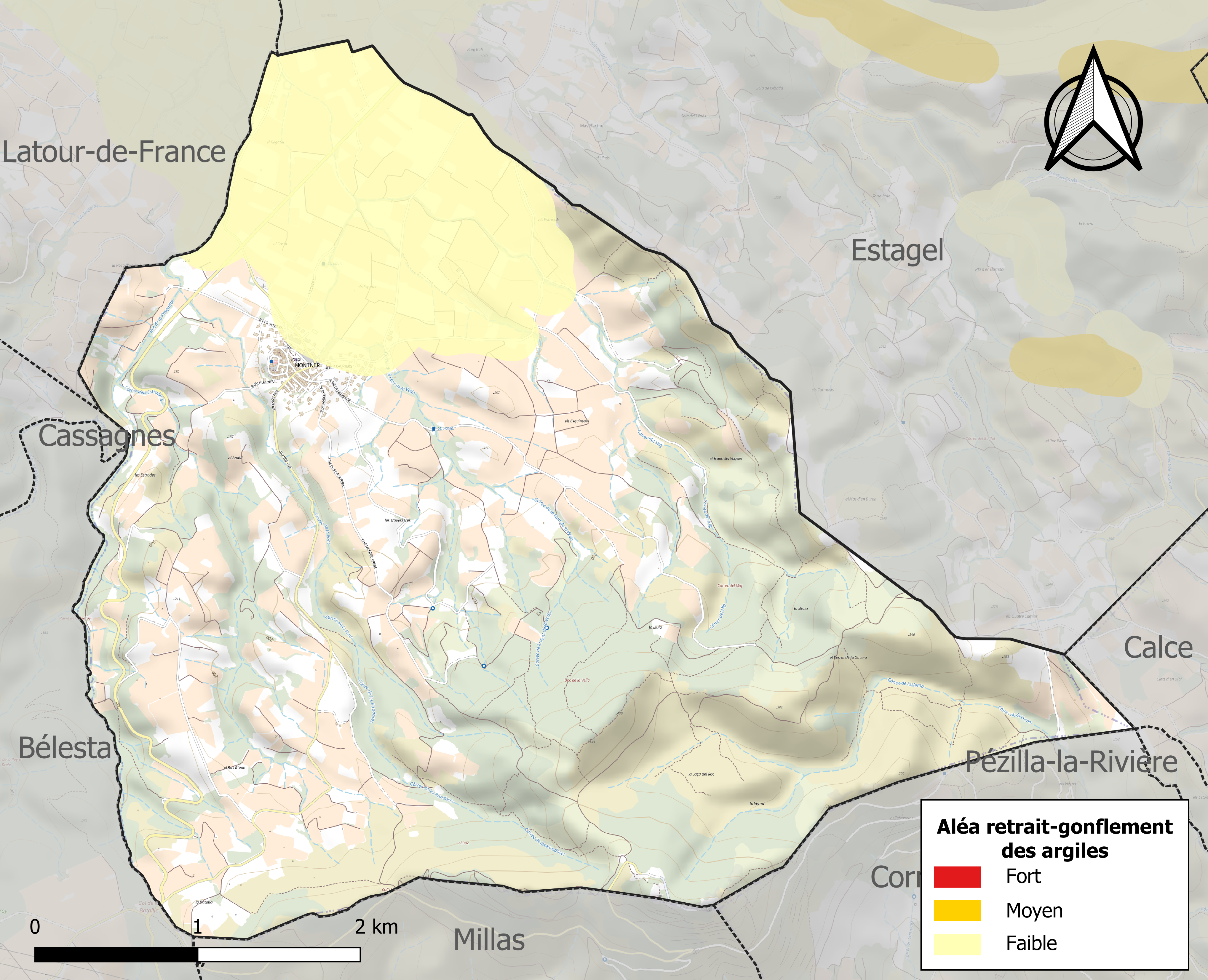
Carte des zones d'aléa retrait-gonflement des argiles.

#### Risque particulier
Dans plusieurs parties du territoire national, le radon, accumulé dans certains logements ou autres locaux, peut constituer une source significative d’exposition de la population aux rayonnements ionisants. Toutes les communes du département sont concernées par le risque radon à un niveau plus ou moins élevé. Selon la classification de 2018, la commune de Montner est classée en zone 3, à savoir zone à potentiel radon significatif.

## Politique et administration

### Liste des maires
| Période                                  | Période   | Identité           | Étiquette | Qualité |
| ---------------------------------------- | --------- | ------------------ | --------- | ------- |
|                                          |           |                    |           |         |
| 1843                                     | 1855      | J. Teillan         |           |         |
| 1855                                     | 1870      | J. Garrigue        |           |         |
| 1870                                     | 1870      | A. Deville         |           |         |
| 1870                                     | 1884      | F. Marquet         |           |         |
| 1884                                     | 1892      | F. Garrigue        |           |         |
| 1892                                     | 1898      | A. Marquet         |           |         |
| 1898                                     | 1901      | L. Garrigue        |           |         |
| 1901                                     | 1903      | A. Brieu           |           |         |
| 1903                                     | 1903      | P. Teillan         |           |         |
| 1903                                     | 1908      | A. Brieu           |           |         |
| 1908                                     | 1908      | P. Teillan         |           |         |
| 1908                                     | 1912      | M. Garrigue        |           |         |
| 1912                                     | 1915      | J. Marty           |           |         |
| 1915                                     | 1917      | J. Rivière         |           |         |
| 1917                                     | 1918      | J. Marty           |           |         |
| 1918                                     | 1919      | A. Brieu           |           |         |
| 1919                                     | 1925      | J. Cicéron         |           |         |
| 1925                                     | 1935      | J. Sucases         |           |         |
| 1935                                     | 1944      | M. Séguié          |           |         |
| 1944                                     | 1959      | H. Saguer          |           |         |
| 1959                                     | 1965      | G. Garau           |           |         |
| 1965                                     | 1977      | M. Olive           |           |         |
| mars 1977                                | mars 2001 | Marcel Sibieude    | PCF       |         |
| mars 2001                                | mars 2014 | Jean-Luc Garrigue, |           |         |
| mars 2014                                | En cours  | Daniel Barbaro     |           |         |
| Les données manquantes sont à compléter. |           |                    |           |         |

## Population et société

### Démographie ancienne
La population est exprimée en nombre de feux (f) ou d'habitants (H).
| 1365 | 1378 | 1470 | 1515 | 1709 | 1720 | 1730 | 1755 | 1767  |
| ---- | ---- | ---- | ---- | ---- | ---- | ---- | ---- | ----- |
| 32 f | 22 f | 7 f  | 8 f  | 16 f | 23 f | 22 f | 30 f | 149 H |

| 1774 | 1789 | 1790  | - | - | - | - | - | - |
| ---- | ---- | ----- | - | - | - | - | - | - |
| 22 f | 35 f | 136 H | - | - | - | - | - | - |

### Démographie contemporaine
L'évolution du nombre d'habitants est connue à travers les recensements de la population effectués dans la commune depuis 1793. Pour les communes de moins de 10 000 habitants, une enquête de recensement portant sur toute la population est réalisée tous les cinq ans, les populations de référence des années intermédiaires étant quant à elles estimées par interpolation ou extrapolation. Pour la commune, le premier recensement exhaustif entrant dans le cadre du nouveau dispositif a été réalisé en 2005.

En 2022, la commune comptait 328 habitants, en évolution de −4,37 % par rapport à 2016 (Pyrénées-Orientales : +3,92 %, France hors Mayotte : +2,11 %).
| 1793 | 1800 | 1806 | 1821 | 1831 | 1836 | 1841 | 1846 | 1851 |
| ---- | ---- | ---- | ---- | ---- | ---- | ---- | ---- | ---- |
| 132  | 132  | 172  | 213  | 209  | 225  | 234  | 272  | 276  |

| 1856 | 1861 | 1866 | 1872 | 1876 | 1881 | 1886 | 1891 | 1896 |
| ---- | ---- | ---- | ---- | ---- | ---- | ---- | ---- | ---- |
| 291  | 336  | 345  | 346  | 415  | 477  | 412  | 425  | 419  |

| 1901 | 1906 | 1911 | 1921 | 1926 | 1931 | 1936 | 1946 | 1954 |
| ---- | ---- | ---- | ---- | ---- | ---- | ---- | ---- | ---- |
| 429  | 420  | 391  | 407  | 363  | 366  | 337  | 356  | 354  |

| 1962 | 1968 | 1975 | 1982 | 1990 | 1999 | 2005 | 2006 | 2010 |
| ---- | ---- | ---- | ---- | ---- | ---- | ---- | ---- | ---- |
| 367  | 318  | 247  | 247  | 261  | 244  | 290  | 299  | 316  |

| 2015 | 2020 | 2022 | - | - | - | - | - | - |
| ---- | ---- | ---- | - | - | - | - | - | - |
| 337  | 333  | 328  | - | - | - | - | - | - |

| selon la population municipale des années : | 1968 | 1975 | 1982 | 1990 | 1999 | 2006 | 2009 | 2013 |
| Rang de la commune dans le département      | 111  | 122  | 116  | 123  | 132  | 128  | 126  | 127  |
| Nombre de communes du département           | 232  | 217  | 220  | 225  | 226  | 226  | 226  | 226  |

### Manifestations culturelles et festivités
- Fête patronale : 25 juillet[36] ;
- Fête des estivants : 2e quinzaine d'août[36].

## Économie

### Revenus
En 2018, la commune compte 149 ménages fiscaux, regroupant 332 personnes. La médiane du revenu disponible par unité de consommation est de 18 220 € (19 350 € dans le département).

### Emploi
|                | 2008   | 2013   | 2018   |
| -------------- | ------ | ------ | ------ |
| Commune        | 9 %    | 13,2 % | 11,2 % |
| Département    | 10,3 % | 12,9 % | 13,3 % |
| France entière | 8,3 %  | 10 %   | 10 %   |

En 2018, la population âgée de 15 à 64 ans s'élève à 221 personnes, parmi lesquelles on compte 69,8 % d'actifs (58,6 % ayant un emploi et 11,2 % de chômeurs) et 30,2 % d'inactifs,. Depuis 2008, le taux de chômage communal (au sens du recensement) des 15-64 ans est inférieur à celui du département, mais supérieur à celui de la France.
La commune fait partie de la couronne de l'aire d'attraction de Perpignan, du fait qu'au moins 15 % des actifs travaillent dans le pôle,. Elle compte 52 emplois en 2018, contre 40 en 2013 et 53 en 2008. Le nombre d'actifs ayant un emploi résidant dans la commune est de 131, soit un indicateur de concentration d'emploi de 39,6 % et un taux d'activité parmi les 15 ans ou plus de 53,5 %.
Sur ces 131 actifs de 15 ans ou plus ayant un emploi, 26 travaillent dans la commune, soit 20 % des habitants. Pour se rendre au travail, 88,2 % des habitants utilisent un véhicule personnel ou de fonction à quatre roues, 2,4 % les transports en commun, 5,5 % s'y rendent en deux-roues, à vélo ou à pied et 3,9 % n'ont pas besoin de transport (travail au domicile).

### Activités hors agriculture

#### Secteurs d'activités
28 établissements sont implantés  à Montner au 31 décembre 2019.
Le secteur du commerce de gros et de détail, des transports, de l'hébergement et de la restauration est prépondérant sur la commune puisqu'il représente 39,3 % du nombre total d'établissements de la commune (11 sur les 28 entreprises implantées  à Montner), contre 30,5 % au niveau départemental.

### Agriculture
La commune est dans les « Corbières du Roussillon », une petite région agricole occupant le nord du département des Pyrénées-Orientales. En 2020, l'orientation technico-économique de l'agriculture  sur la commune est la viticulture.
|               | 1988 | 2000 | 2010 | 2020 |
| ------------- | ---- | ---- | ---- | ---- |
| Exploitations | 45   | 27   | 19   | 19   |
| SAU (ha)      | 359  | 294  | 220  | 220  |

Le nombre d'exploitations agricoles en activité et ayant leur siège dans la commune est passé de 45 lors du recensement agricole de 1988  à 27 en 2000 puis à 19 en 2010 et enfin à 19 en 2020, soit une baisse de 58 % en 32 ans. Le même mouvement est observé à l'échelle du département qui a perdu pendant cette période 73 % de ses exploitations,. La surface agricole utilisée sur la commune a également diminué, passant de 359 ha en 1988 à 220 ha en 2020. Parallèlement la surface agricole utilisée moyenne par exploitation a augmenté, passant de 8 à 12 ha.

## Culture locale et patrimoine
- Église Saint-Jacques de Montner. Le Massif occidental (à savoir la façade, le porche et le clocher) a été inscrit au titre des monuments historiques en 1993[41].
- Église Sainte-Eugénie de Montner.
- Ermitage Notre-Dame de Força Real.
- Força Réal, château de Força Real

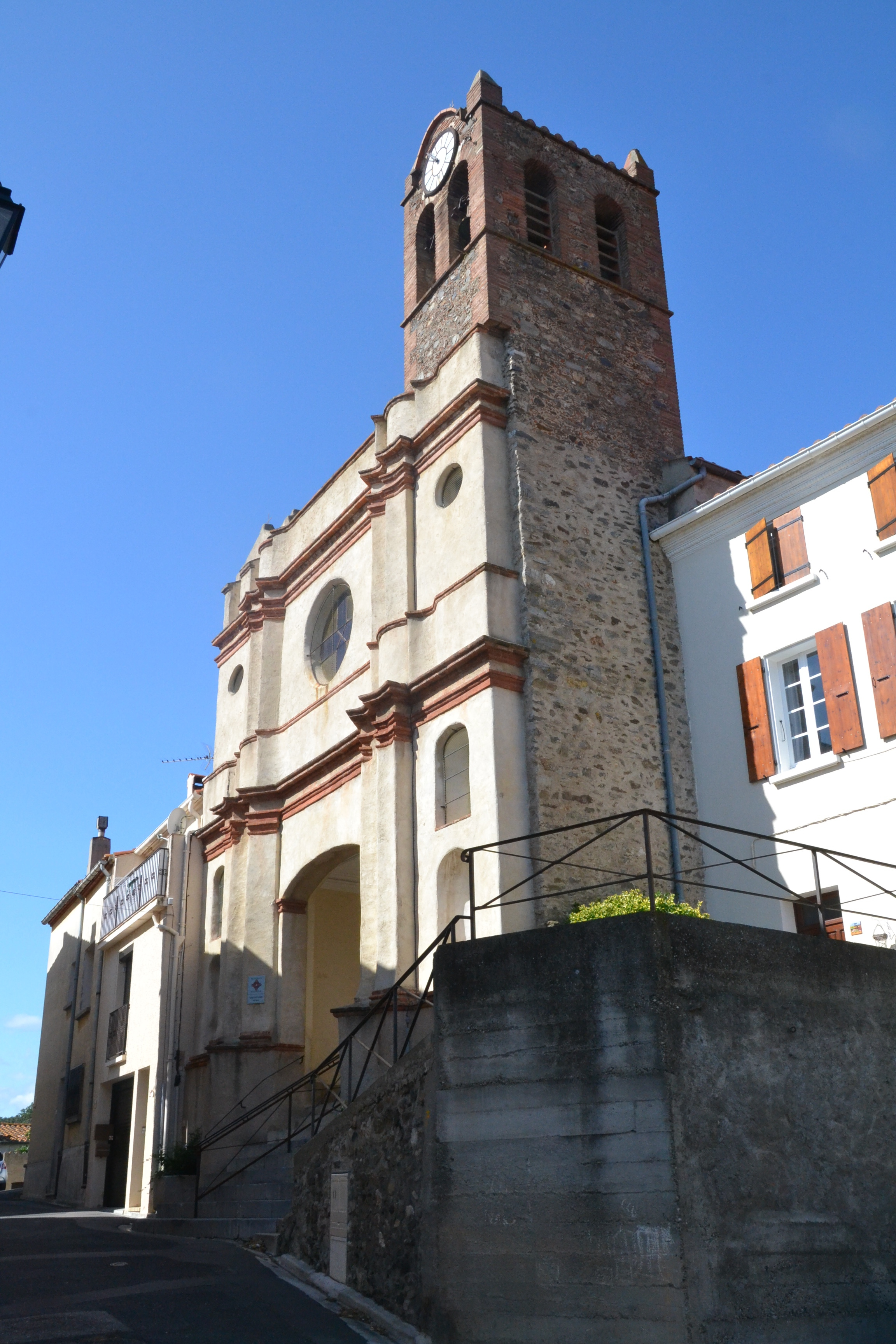
Église Saint-Jacques
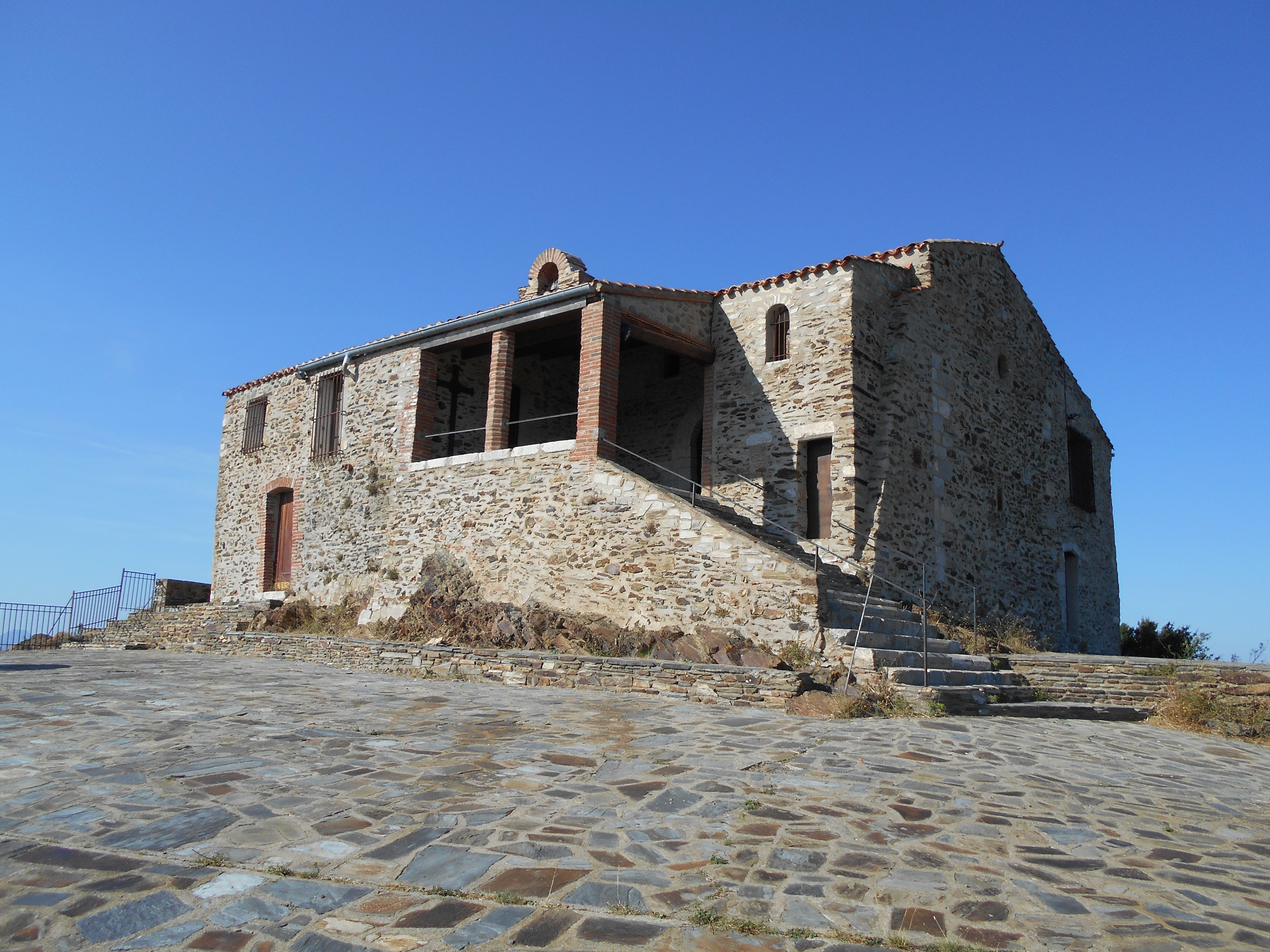
Ermitage Notre-Dame de Força Real

### Héraldique
| Blason de Montner | Blason  | Le blason de Montner représente Saint Jacques dans ses attributs de pèlerins de Compostelle. Le fond du blason est classique, dit d'Aragon, c'est-à-dire d'or à quatre pals de gueule. (jaune à quatre bandes verticales rouges). |
| Blason de Montner | Détails | Le statut officiel du blason reste à déterminer. |